# نقیب‌الله فایق
نقیب‌الله فایق (زاده ۱۳۵۸ ولسوالی المار ولایت فاریاب) سیاستمدار و والی کنونی ولایت فاریاب در افغانستان است. او قبلاً نماینده مردم ولایت فاریاب در دوره شانزدهم مجلس نمایندگان و نیز عضو کمیسیون صحت، تربیت بدنی، کار و کارگر و جوانان در دوره شانزدهم مجلس نمایندگان بود.

## زندگی‌نامه
نقیب‌الله فایق زاده ۱۳۵۸ از ولسوالی المار ولایت فاریاب می‌باشد. او تحصیلات متوسطه خود را در لیسه امیرعلی شیرنوایی به اتمام رسانید و سپس وارد فاکولته طب دانشگاه بلخ شد و در سال ۱۳۸۳ در مقطع لیسانس فارغ‌التحصیل گردید؛ و پس از آن در بخش صحت و درمان مشغول به فعالیت شد. وی یکی از اعضای حزب جنبش ملی اسلامی افغانستان به رهبری عبدالرشید دوستم می‌باشد.

## دیگر فعالیت‌ها
دیگر فعالیت‌های او:
- فعالیت در پخش درمان و صحت در ولایت فاریاب.
- مدیر هفته‌نامه کل چورتگوی.
- معاون فرهنگی سازمان جنبش جوانان افغانستان.